# 刘蓉芳
刘蓉芳（1930年—2020年7月4日），湖南省湘潭县茶恩寺镇熊家桥村人，侵华日军慰安妇幸存者，亦是另一位侵华日军慰安妇幸存者刘慈珍的妹妹。1944年冬，在老家熊家桥被侵华日军掠走，她们被关在一间屋子里每天遭到日军的凌辱，稍有不从，日军便随意打骂，还用刀进行威胁。后被转移至萍乡，在萍乡期间，刘蓉芳与另外两名女孩趁守卫换班，成功逃出，但是没有选择回湘，而是留在江西。2020年6月，姐姐刘慈珍从湖南赶到江西看望刘蓉芳分别时，刘蓉芳对刘慈珍说：“姐姐，不要走。”2020年7月4日14时45分，刘蓉芳去世，享耆壽90岁。